# Mark King
Mark King (nacido el 20 de octubre de 1958, en Cowes, Isla de Wight) es un músico británico de la Isla de Wight. Es más famoso por ser el cantante principal y el bajo de la banda de música Level 42. A principios de los ochenta, revolucionó el estilo slap and pop (golpeo contra el mástil y punteado de dentro a fuera de las cuerdas en una guitarra) tocando el bajo, convirtiéndose en uno de los bajistas más influyentes de su generación.

## Primeros pasos
Mark king vio la luz en la Isla de Wight, un islote apenas alejado de la costa meridional de la isla principal del Reino Unido. Su padre, Raymond King, era lechero, y su familia vivía en una humilde lechería. En una entrevista que se le hizo en un periódico local en 2006 , dijo que "era como si hubiera pasado una guerra, con un solo grifo, un inodoro fuera de casa y una bañera de zinc junto al fuego". Más tarde se fue a vivir a las afueras de Newport (Wight), entre Camp Hill y la prisión de Albany. Fue a la escuela donde conoció a su primer amor de juventud Tracy Wilson, el cual escribió una canción sobre ella. Después, fue al instituto Cowes High School.
En un principio, Mark buscaba una carrera profesional como batería. Su padre le compró su primera batería por 10£, mientras él se empeñaba en conseguir un sitio en la música de manos de su profesora de música en la escuela.

## Level 42
Mark King se trasladó a Londres a los 19 años. En 1979, formó el grupo Level 42 con Mike Lindup, con sus paisanos isleños, los hermanos Phil y Boon Gould. Pese a ser un consumado baterista, y con la necesidad de un bajo, Mark King tomó este puesto, en principio, solo por necesidad. Perdió su batería en un viaje a Austria, teniéndola que vender para pagar el pasaje de vuelta a Londres. Además de que el grupo ya contaba con un baterista, tocar el bajo era el puesto más lógico para Mark.
En uno de sus primeros trabajos, en el club La Babalu en Ryde, un sello discográfico independiente se fijó en ellos y firmaron. Al año siguiente, Level 42 firmó con Polydor y Mark King pasó los próximos nueve años entre grabaciones y giras con la banda. El primer sencillo que alcanzó las listas de éxitos británicas, "Love Games", fue lanzado en 1981. Dio el gran salto a la fama con el lanzamiento del sencillo "The Sun Goes Down (Livin' it up)" en 1983.
Aparte de Level 42, Mark prestó sus propios servicios como bajista en otros grupos. Fue invitado por Nik Kershaw para tocar en su segundo álbum "The Riddle" (1984) y por Midge Ure para tocar en sus álbumes "The Gift" (1985) y "Answers To Nothing" (1988).
Level 42 colaboró con el grupo The Police en 1981, seguido de giras con Steve Winwood en 1986 y Madonna en 1987. En 1986, King y Lindup participaron en un concierto benéfico junto con artistas de la talla de Eric Clapton, Phil Collins, Mark Knopfler y Elton John.
En 2006, King y Lindup sacaron a la venta el álbum Retroglide, y en el que se ha sucedido una gira de promoción del disco.

## Trabajo en solitario
En 1984, sacó su primer álbum en solitario, Infuences, al que le siguió One Man, en 1998.
Desde entonces, se ha reagrupado Level 42 como una banda dedicada a las giras, con Mark King al frente como vocalista principal y a cargo del bajo, Gary Husband en la batería, Nathan King en guitarras y voces, Lyndon Connah en los teclados y voces, y Sean Freeman en el saxofón y voces. La banda hizo una gira en otoño de 2006, con un espectáculo en el Royal Albert Hall en 20 de octubre.
En 2005, Mark King se dedicó a editar y componer un nuevo álbum de Level 42 llamado Retroglide, en el que también colaboró el exmiembro de la banda Boon Gould. Vio la luz en septiembre de 2006.

## Su estilo musical

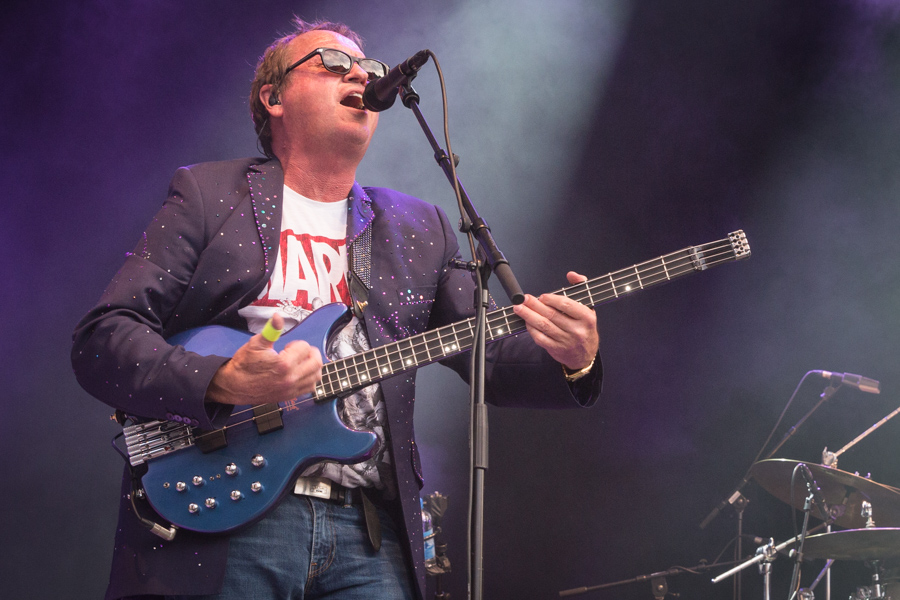

A Mark King se le conoce mucho por su estilo slap and pop. Esta forma de tocar el bajo fue inventada primero por los que tocaban el contrabajo allá en los años 1920, usando la palma de la mano para golpear y punteando las cuerdas con sus dedos. Este estilo fue reintroducido en el bajo elèctrico por artistas como Larry Graham, Stanley Clarke o Louis Johnson, en la escena del funk y del jazz. Mark King adquirió una gran destreza musical utilizando esta técnica. Además, introdujo y desarrolló nuevos elementos técnicos que le permitieron producir una mezcla de efectos percusivos en su repertorio con el bajo.
Además, toca con una extaordinaria rapidez y fluidez, encadenando una serie de semifusas en su espectacular forma de tocar. En sus conciertos en directo, mostraba su destreza y estilo de mano rápida en cada tema.
Aunque Mark ha tocado varios modelos de guitarra bajo en su carrera artística, las marcas que más ha utilizado son Jay Dee (en "Love Games"), Status Graphite (en sus trabajos en solitario), o Alembic. La gran mayoría de los bajos que ostenta están fabricados a medida y de manera artesanal.

## Vida hogareña
En 1988, Mark se instaló en la Isla de Wight. En los 1990s, compró un pub en Ryde, que llamó "Joe Daflo's" en honor a sus tres hijas: Jolie (nacida en 1988), Darcy (nacida en 1985) y Florrie (nacida 1982). El pub lo vendió en 2000. Desde entonces, "Joe Daflo's" se ha convertido en una cadena de pubs que operan en la costa sur de Inglaterra.
Mark vive en Alverstone Garden Village en la Isla de Wight con su esposa holandesa, Ria, y su cuarto hijo, Marlee, nacido en 1999.

## Discografía
La discografía de Level 42 se puede ver aquí.

### Álbumes
- Influences (1984)
- One Man (1998)
- Trash (1999)
- Live at the Jazz Cafe (1999) (live)
- Live on the Isle of Wight (2000) (live)

### Sencillos
- "I Feel Free" (1984)
- "Bitter Moon" (1998)

### DVD
- Mark King - One filter (1999) (live)
- Mark King Group - Live at the Jazz Cafe (1999) (live)
- Grupo Mark King - Live at the Isle of Wight (2000) (live)